# レフア島

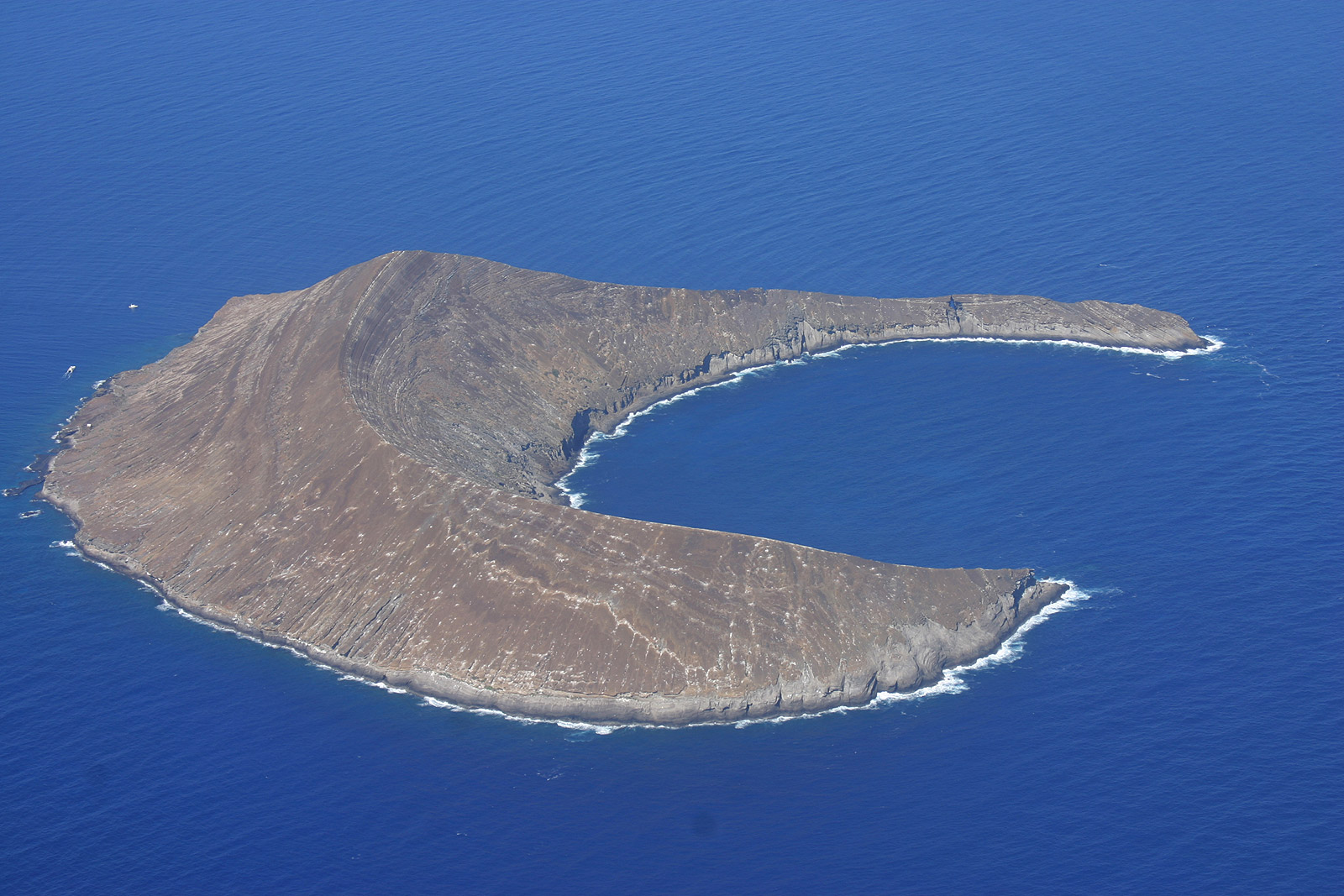
2007年の空中写真

レフア島とニイハウ島およびカウアイ島との位置関係

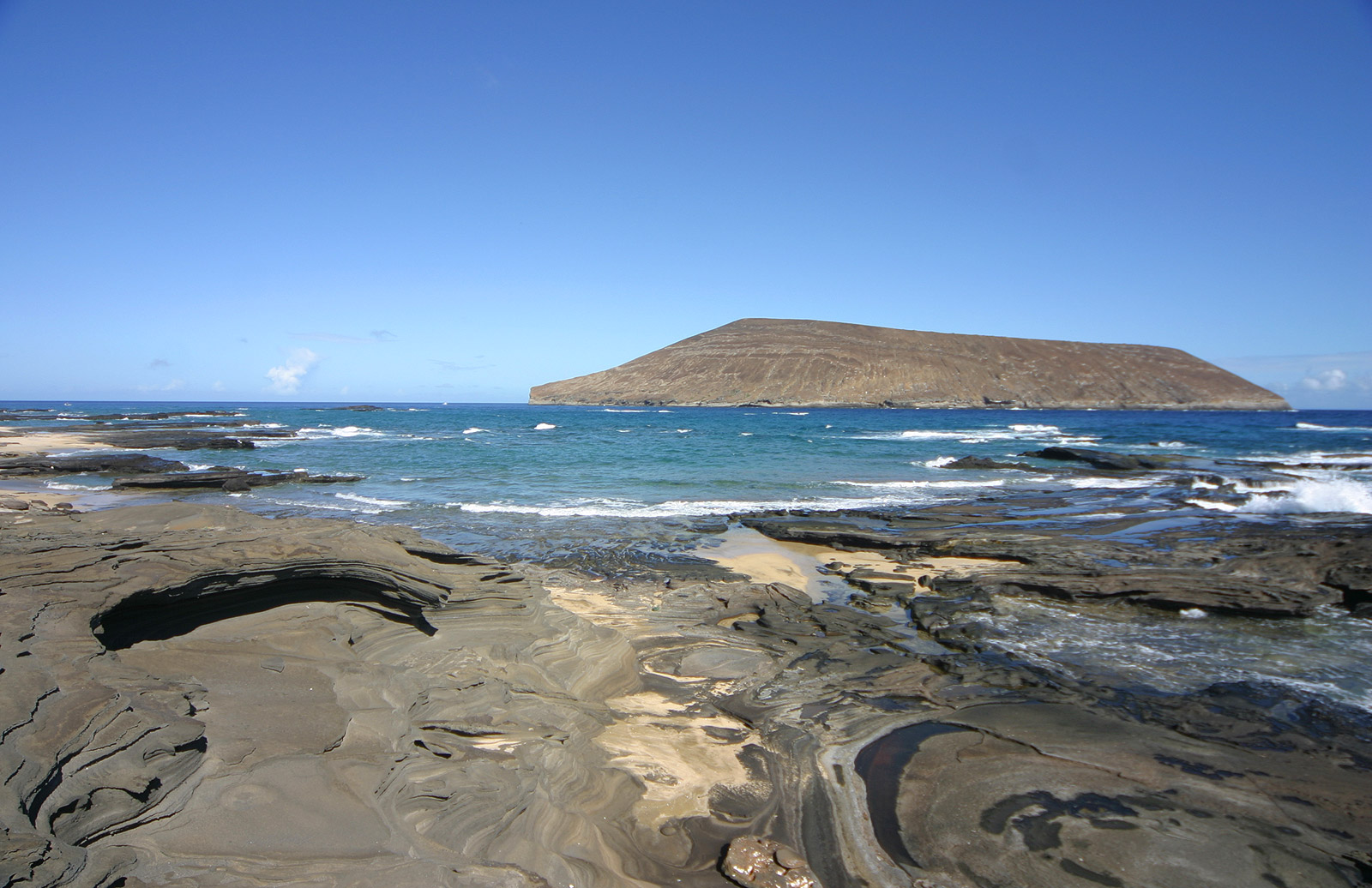
ニイハウ島の北岸から見たレフア島

レフア島 (Lehua) は、ニイハウ島の北0.7マイル (1.1 km)にある三日月形の小島である。284-エーカー (1.15 km2)程の面積の荒涼とした無人島。楯状火山であるニイハウ島の側火山である。種類はタフコーンに分類される。
レフア島は1778年にキャプテンジェームズ・クックによって観測されたハワイ5島のうちの一つで、"Oreehoua"と綴られた。
レフア島はハワイ州海鳥保護区になっている。聖域として島での多くの活動が禁止されているが、上陸は禁止されていない。少なくとも16種の海鳥と、外来種の数種のラット、アナウサギが生息している。
天気と波の状況がよければカウアイ島から渡航して、シュノーケリングやスクーバダイビングができる。また、珍しいこの地形にはkeyhole（鍵穴）というニックネームがつけられている。
島の最高地点のカヌアカラ山頂704フィート (215 m)にある灯台はアメリカ沿岸警備隊が維持管理を行っている。